# Караван (фильм, 1973)
«Караван» — советский художественный фильм 1973 года, снятый режиссёром Учкуном Назаровым на киностудии «Узбекфильм».

## Сюжет
В узбекский горный кишлак прибывает бригада буровиков для строительства завода по производству посуды, требующего поиска водных ресурсов. Холниса, молодая женщина, устраивается на работу поварихой в бригаду. Бурильщик Афзал влюбляется в неё, однако она не отвечает взаимностью из-за потери мужа и необходимости заботиться о дочери и свёкре. Бригада состоит из разных людей с собственными проблемами, которые вступают в единоборство с природной стихией, которая может уничтожить их труд. После добычи воды бригада покидает кишлак, а Афзал остаётся с Холнисой навсегда.

## В ролях
- Аида Юнусова (дублировала Нелли Пянтковская) — Холниса
- Лутфулла Сагдуллаев (дублировал Руслан Ахметов) — Афзал
- Наби Рахимов (дублировал Николай Граббе) — Каримов
- Бахтиёр Ихтияров (дублировал Владимир Ферапонтов) — Тухтабаев
- А. Маткаримов (дублировал Андрей Тарасов) — старик
- Михаил Салес (дублировал Евгений Красавцев) — Миша
- Уткур Ходжаев (дублировал Рудольф Панков) — Равшан
- Фархад Хайдаров (дублировал Владимир Прохоров) — Саттар
- Ульмас Алиходжаев (дублировал Юрий Чекулаев) — Махмуд
- Якуб Ахмедов — Эргаш

## Съёмочная группа
- Авторы сценария: Андрей Битов, Тимур Пулатов
- Режиссёр-постановщик: Учкун Назаров
- Главный оператор: Абдурахим Исмаилов
- Главный художник: Бахтиёр Назаров
- Композитор: Энмарк Салихов
- Звукооператор: Александр Кудряшов
- Режиссёр: Ульмас Алиходжаев
- Оператор: С. Юлчиев
- Художник по костюмам: Вадим Добрин
- Гримёр: Ю. Кадыров
- Монтажёр: Рано Хамраева
- Редактор: Фархад Мусаджанов
- Директор картины: В. Акмалов

## Критика
Критик Валентина Иванова в своей рецензии на страницах газеты «Советская культура» весьма критично оценила этот фильм. При этом, сравнивая этот фильм с фильмом «Потому что люблю» режиссёра Игоря Добролюбова, она написала: «В белорусской картине нас привлекали полёты и будни лётчиков, здесь нас привлекает любовно снятая среда, умение подметить мелочи быта, любопытно намеченные характеристики, расстановка людей», попутно отмечая, что «если в белорусской картине зрителя сразу берут за рога, то в узбекской картине очень долго вообще ничего не происходит». Положительно оценена была лишь актёрская игра Наби Рахимова, исполняющего роль Каримова. В конце своей статьи она написала: «…Про что фильм? Этот, может быть, слишком традиционный вопрос всё чаще возникает у нас в последнее время, когда мы смотрим картины. Быть может нелишне задуматься над ним и создателям фильмов?».